# Hemithea pellucidula
Hemithea pellucidula är en fjärilsart som beskrevs av Turner 1906. Hemithea pellucidula ingår i släktet Hemithea och familjen mätare. Inga underarter finns listade i Catalogue of Life.